# Sergio Loo
Sergio Carrillo Loo (Ciudad de México, 15 de abril de 1982 - ibídem, 28 de enero de 2014) fue un poeta y narrador mexicano.

## Biografía
Nació el 15 de abril de 1982 en la Ciudad de México. Egresado de la Escuela de la Sociedad General de Escritores de México (SOGEM) y de la Especialización en Literatura Mexicana del Siglo XX (UAM-A). Fue becario de Poesía de Jóvenes Creadores (FONCA) entre 2013-2014 y colaborador de diversas publicaciones nacionales, al tiempo de participar en varios proyectos culturales. De 1997 a 2003 fue parte de la Parodia de Vivos, colectivo multidisciplinario, y preparaba una antología de poetas mexicanos nacidos a partir de 1977.
Colaboró en Fantasiofrénia. Antología del cuento dañado (2003), Paso al Frente (2004), Descifrar el Laberinto (2005) El fungible: especial de relatos (2006). En 2006 publicó su primer libro de poemas Claveles automáticos (Harakiri plaquettes, 2006). En 2007 publicó Sus brazos labios en mi boca rodando (FETA, 2007), con una versión digital que fue publicado en 2013 por la editorial española Foc. En 2010 obtuvo una beca para estudios en el extranjero que cursó en la Universidad Pompeu Fabra en Barcelona.
En 2011, Loo publica su novela House: retratos desmontables (Ediciones B, 2011), compuesta por micro-capítulos ordenados evocando el ritmo de música house y con episodios de inspiración almodovariana, en los que abunda el sexo y la marginalidad. Según Fidel Reyes Rodríguez, la novela:

Es la crónica dolorida y sentimental de una generación, de una época; es un canto a la amistad y a la deslealtad; es un grito de horror ante la fugacidad de las cosas, de la vida. Y es, asimismo, el autorretrato de seres marginados que encuentran un refugio a sus diferencias en otros seres marginados. (Drogadictos, homosexuales, identidades dark, narcotraficantes...)

En 2012 publicó Guía Roji (IVEC, 2012). Después de su muerte, la Universidad Autónoma de Nuevo León publica Postales desde mi cabeza (UANL, 2014). En noviembre de 2015 Ediciones Acapulco publicó el libro póstumo Operación al cuerpo enfermo, un libro donde la línea entre géneros artísticos, literarios y sexuales se borra para servir a un fin primordial: dar testimonio del camino del autor hacia la muerte.
Además de dedicarse a la poesía y la narrativa, Loo también participó como coescritor del guion para los cortometrajes Atmósfera (2010) y Nubes flotantes (2013) y del largometraje Yo soy la felicidad de este mundo (2014), del director mexicano Julián Hernández. El mismo director rodó el cortometraje Muchachos en la azotea (2016), basado en una idea de Loo.

### Fallecimiento
Falleció en la Ciudad de México el 28 de enero de 2014 a la edad de 31 años debido a las complicaciones del cáncer que padecía detectado en una pierna en el año 2011.

## Obras

### Poesía
- Claveles automáticos (Harakiri ediciones, 2006)
- Sus brazos labios en mi boca rodando (FETA, 2007)
- Guía Roji (IVEC, 2012)
- Postales desde mi cabeza (UANL, 2014)
- Operación al cuerpo enfermo (Ediciones Acapulco, 2015). Edición póstuma.

### Novela
- House: retratos desarmables (Zeta, 2011)
- Narvarte pesadilla (Editorial MoHo, 2017). Edición póstuma.